# Albatros L 57
L'Albatros L 57 era un monomotore di linea sviluppato dall'azienda aeronautica tedesca Albatros Flugzeugwerke GmbH nei primi anni venti e rimasto allo stadio progettuale.
Destinato al difficile mercato dell'aviazione commerciale del primo dopoguerra, il suo sviluppo si arrestò probabilmente a seguito del divieto di costruire aeromobili imposto alla Germania negli anni 1920-1922 dalle potenze vincitrici la prima guerra mondiale.

## Storia del progetto
Con il termine della prima guerra mondiale, dopo la ratifica del Trattato di Versailles del 1919 e le imposizioni pretese dalle nazioni della Triplice intesa, l'aviazione tedesco imperiale era stata drasticamente ridotta ed i voli, dopo un iniziale divieto imposto dalle potenze vincitrici, ripresero solo dopo qualche tempo limitatamente ai servizi di trasporto civile. La timida rinascita del mercato dell'aviazione nella neofondata Repubblica di Weimar, indusse alcune aziende a sviluppare nuovi modelli espressamente progettati per sostituire i pochi velivoli residuati bellici convertiti a tale scopo.
Dopo l'avvio del progetto per l'L 56, modello dalla configurazione alare biplana e cabina di pilotaggio aperta  (soluzioni tecniche oramai obsolete rispetto ai progetti presentati e sviluppati dalle aziende concorrenti nello stesso periodo, i monoplani tedeschi Junkers F 13 e Sablatnig P.III e l'ora olandese Fokker F.II), l'azienda decise di rispondere ad una specifica emessa dalla compagnia aerea Deutsche Luft-Reederei sviluppando un modello tecnicamente più avanzato ed in grado di competere sul mercato dell'aviazione civile.
I dati tecnici progettuali a disposizione suggeriscono che il modello sarebbe stato in grado di trasportare fino a sei passeggeri su tratte a corto e medio raggio, ma il suo sviluppo venne arrestato già dalle primissime fasi a seguito del divieto di costruire aeromobili imposto alla Germania negli anni 1920-1922 dalle potenze vincitrici la prima guerra mondiale.